# Bédeilhac-et-Aynat
Bédeilhac-et-Aynat è un comune francese di 200 abitanti situato nel dipartimento dell'Ariège nella regione dell'Occitania.

## Società

### Evoluzione demografica
Abitanti censiti